# Kościół Niepokalanego Poczęcia Najświętszej Maryi Panny w Młynarach
Kościół Niepokalanego Poczęcia Najświętszej Maryi Panny – kościół filialny należący do parafii św. Piotra Apostoła w Młynarach. Należy do dekanatu Pasłęk I diecezji elbląskiej. Jeden z rejestrowanych zabytków miasta.

## Historia
Został zbudowany w latach 1856-1857 dla społeczności katolickiej. Jest to świątynia orientowana, murowana, wzniesiona z cegły, na rzucie prostokąta, posiadająca wydzielone zamknięte trójkątnie prezbiterium. kościół nakryty jest dachem dwuspadowym złożonym z dachówki holenderskiej. Salowe wnętrze jest nakryte płaskim stropem. Do wyposażenia świątyni należy ołtarz przedstawiający Matkę Bożą, patronkę kościoła, który został podarowany mieszkańcom Młynar przez papieża Piusa IX, aby rozwijał się w tym mieście kult Maryi Niepokalanej.

## Galeria

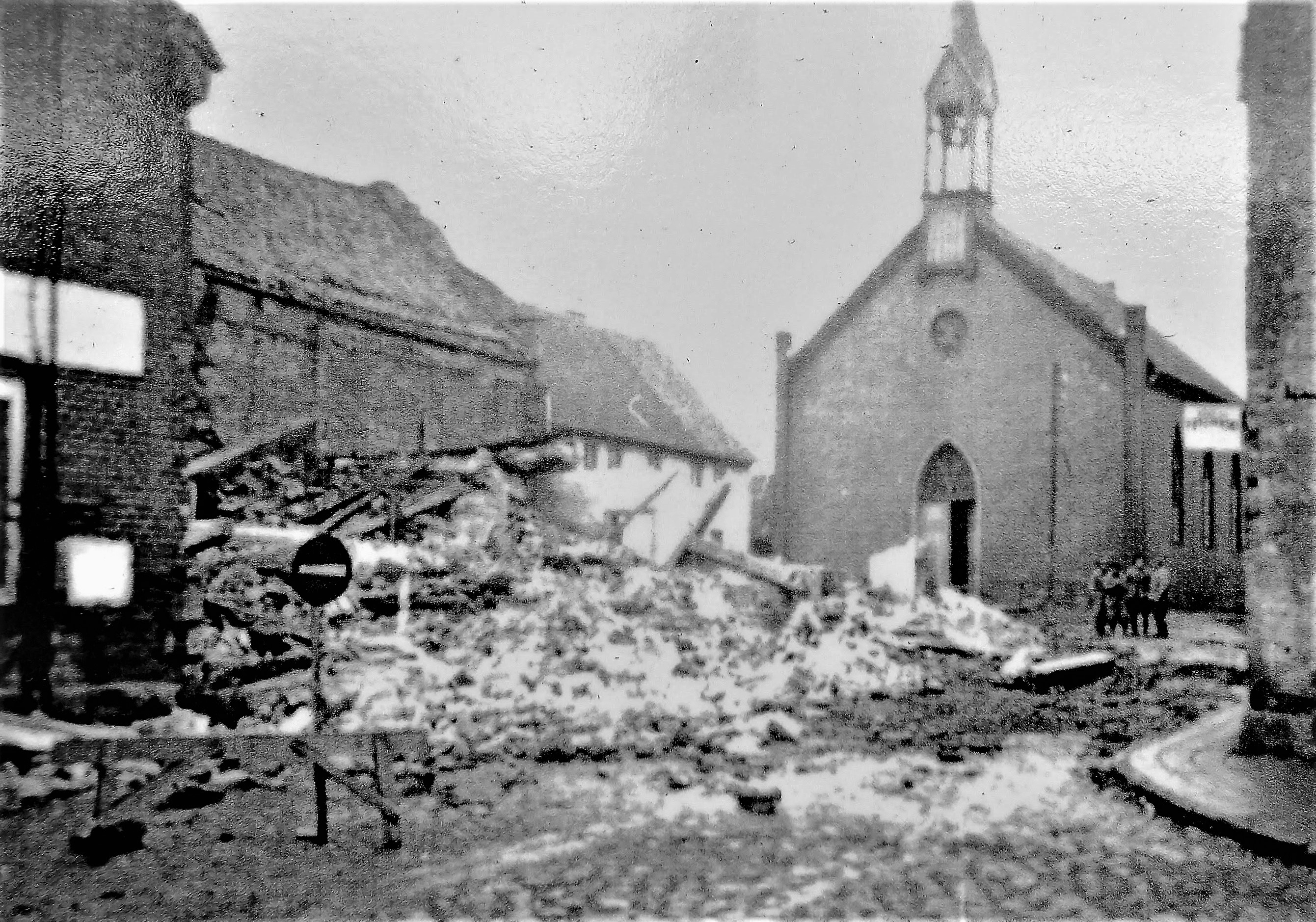
Zniszczenia po 1945
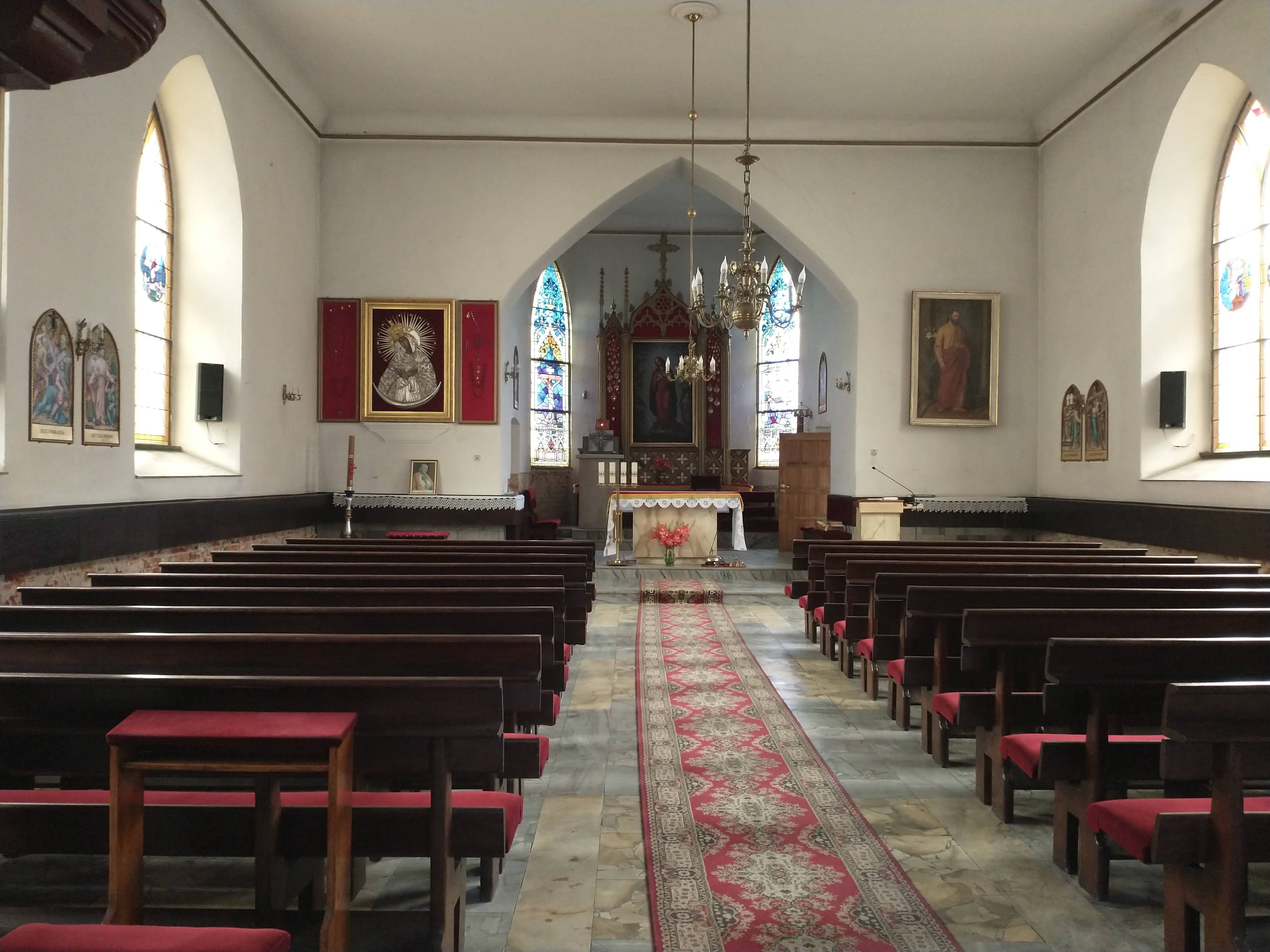
Wnętrze (2021)